# La Peur (film, 1966)
Pour les articles homonymes, voir La Peur et Fear.
Pour plus de détails, voir Fiche technique et Distribution.
La Peur (grec moderne : Ο φόβος, O Fovos) est un film grec réalisé par Kostas Manoussakis et sorti en 1966.
Il fut présenté à la Berlinale 1966. Il est considéré comme un des représentants de la « nouvelle vague » grecque précurseur du Nouveau Cinéma grec.

## Synopsis
Le fils d'un riche propriétaire terrien viole et tue une des servantes (sourde-muette) de la famille. Il l'enterre avec l'aide de son père et de sa belle-mère. Le secret soude ensuite la communauté qui sait que si le crime est découvert, tous les ressentiments refoulés depuis des années risquent d'éclater au grand jour.

## Fiche technique
- Titre : La Peur
- Titre original : grec moderne : Ο φόβος (O Fovos)
- Réalisation :  Kostas Manoussakis
- Scénario : Kostas Manoussakis
- Production :
- Société de production :
- Directeur de la photographie : Nikos Gardelis
- Montage : Yorgos Tsaoulis
- Direction artistique : Petros Kapouralis
- Costumes :
- Musique : Yannis Markopoulos (en)
- Pays d'origine : Grèce
- Genre : policier
- Format  : 35 mm noir et blanc
- Durée : 116 minutes
- Date de sortie : 1966

## Distribution
- Elli Fotiou (el)
- Anestis Vlachos
- Spyros Fokas
- Élena Nathanaíl
- Mairi Hronopoulou (el)
- Alexis Damianos
- Thodoros Katsadramis